# Alejandro Álvarez
Alejandro Álvarez (Buenos Aires, Argentina; 26 de octubre de 1938-Ib; 19 de septiembre de 2015) fue un actor argentino de cine, teatro y televisión

## Biografía
Alejandro Álvarez comenzó su actividad teatral en 1975, integrando numerosos grupos de teatro independiente. Algunas de las obras en las que ha participado son: El aliento y Me dio lástima decirte que no, de Bernardo Cappa; En alta mar (dirección de Leandra Rodríguez), Omatidio de Diego Fernández, El huevo ancla de Valeria Alonso, Lulú ha desaparecido y La pasajera de Alberto Félix Alberto, ¿Quién, yo?, de Dalmiro Sáenz; El otro sacrificio, de Esther Goris. 
Fue integrante de la Compañía Teatro del Sur dirigida por Alberto Félix Alberto desde 1993 al 1999, realizando con la compañía varias giras internacionales: X Festival de Teatro Hispano en Miami, Festival de Teatro Hispano de Nueva York, Estados Unidos, Festival Internacional de Teatro de Aarhus, Dinamarca. 
En cine trabajó en varios largometrajes: El último tren y Crónica de un extraño de Miguel Mirra, 20 años después de Héctor Babenco, El boquete con Valentina Bassi y Mario Paolucci. 
Realizó  numerosos cortometrajes: su trabajo junto a Daniel Valenzuela y Eddy de Sousa; Incómodos con Santiago Altaraz, Ricardo Bauleo, Diego Capusotto y Muriel Santa Ana; Juana de Daniela Trajtenberg, Un santo para Telmo de Gabriel Stagnaro; Corazonada de Natalia Geese y Agua animal de Heloísa Cardoso. 
Participó también en numerosos cortos y largometrajes de la Universidad del Cine, la carrera de Imagen y Sonido de la UBA y la Escuela de Cine de Avellaneda En televisión tuvo diversas intervenciones en tiras cómicas, policiales y dramáticos:  Amigos son los amigos, Cartas de amor en casettes, Más allá del horizonte, Poliladron, La hermana mayor, Archivo negro y Los especiales de Alejandro Doria.

## Fallecimiento
Alejandro Álvarez falleció por causas naturales a los 76 años el sábado 19 de septiembre de 2015. Sus restos fueron velados en el barrio de Palermo. Sus restos descansan en panteón de la Asociación Argentina de Actores del Cementerio de la Chacarita.

## Filmografía
- 1989: El último tren de Miguel Mirra
- 1992: Crónica de un extraño de Miguel Mirra
- 1996: 20 años después de Héctor Babenco
- 1998: La sonámbula de Fernando Spiner
- 2000: Juana de Daniela Trajtenberg.
- 2003: Corazonada de Natalia Geese
- 2003: Agua animal, de Heloísa Cardoso.
- 2006: El boquete.
- 2008: Incómodos.
- 2007: Un santo para Telmo.[2]

## Televisión
- 1990: Amigos son los amigos, con Carlín Calvo y Pablo Rago.
- 1993: Cartas de amor en casete guion Esther Goris.
- 1993: Más allá del horizonte, encabezada por Osvaldo Laport y Grecia Colmenares.
- 1995: Poliladron, protagonizada por Adrián Suar y Laura Novoa
- 1995: La hermana mayor, con Soledad Silveyra.
- 1996: Los especiales de Alejandro Doria

## Teatro
- 1990 Pirgo Polinisios
- 1991 Buenos Aires de remate, La Gran Aldea
- 1992 El otro sacrificio de Esther Goris
- 1994 La pasajera de Alberto Félix Alberto[1]
- 1997 Lulú ha desaparecido de Alberto Félix Alberto
- 2002 El huevo ancla de Valeria Alonso[3]
- 2003 Omatidio de Diego Fernández[4]
- 2004 En alta mar de Slawomir Mrozek[5]
- 2004 / 2005 Me dio lástima decirte que no de Bernardo Cappa[6]
- 2005 / 2006 / 2007 El aliento de Bernardo Cappa[7]
- 2007 / 2008 Nómadas, mapa del deseo de Gabriel Virtuoso[8]
- 2009 Actos de caridad de Javier Dubra[9]
- 2011 / 2012 / 2013 / 2014 La oveja abandonada[10]
- 2013 / 2014 Delicioso Paraíso de Alejandra Rubio[11]
- 2013 / 2014 Espiando de Alejandra Rubio